# De jødiske Notrim-politistyrker
De jødiske Notrim-politistyrker (Engelsk: The Jewish Supernumerary Police, Hebræisk: נוטרים, Notrim, som betyder "vagter") var styrker som briterne etablerede i det palæstinensiske mandatområde i juni 1936. Omkring 22.000 Notrim blev udnævnt, bevæbnet og udrustet af briterne for at beskytte de jødiske bosættelser. Denne styrke blev hurtigt "et lovligt dække for Haganah og et stadigt mere effektivt skjold mod arabiske angreb".
De som blev trænet kom til at udgøre kernen i Haganah som igen blev den største ingrediens af IDF under Den Arabisk-Israelske krig 1948.